# Voltasche Säule

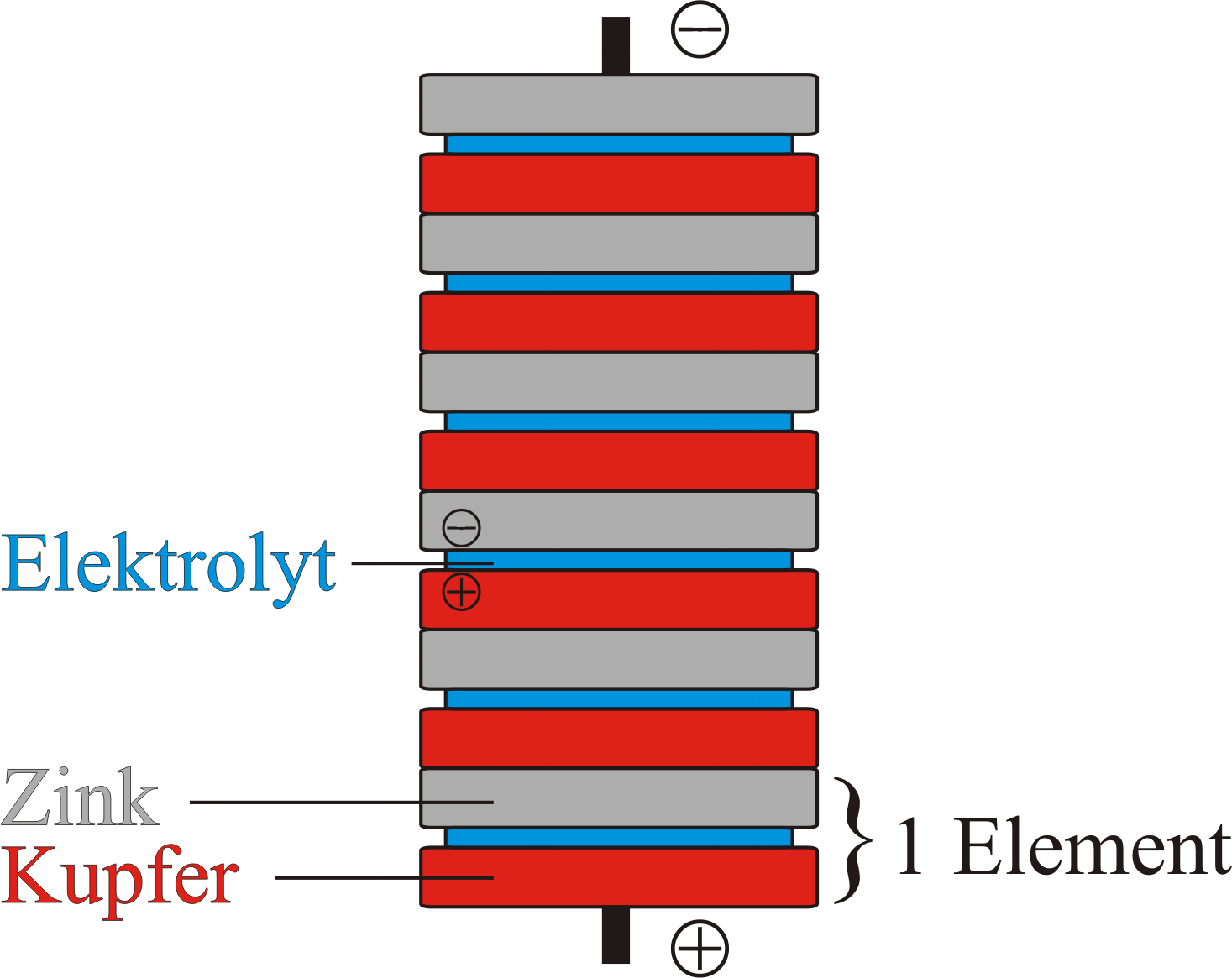
Schematischer Aufbau einer Volta’schen Säule

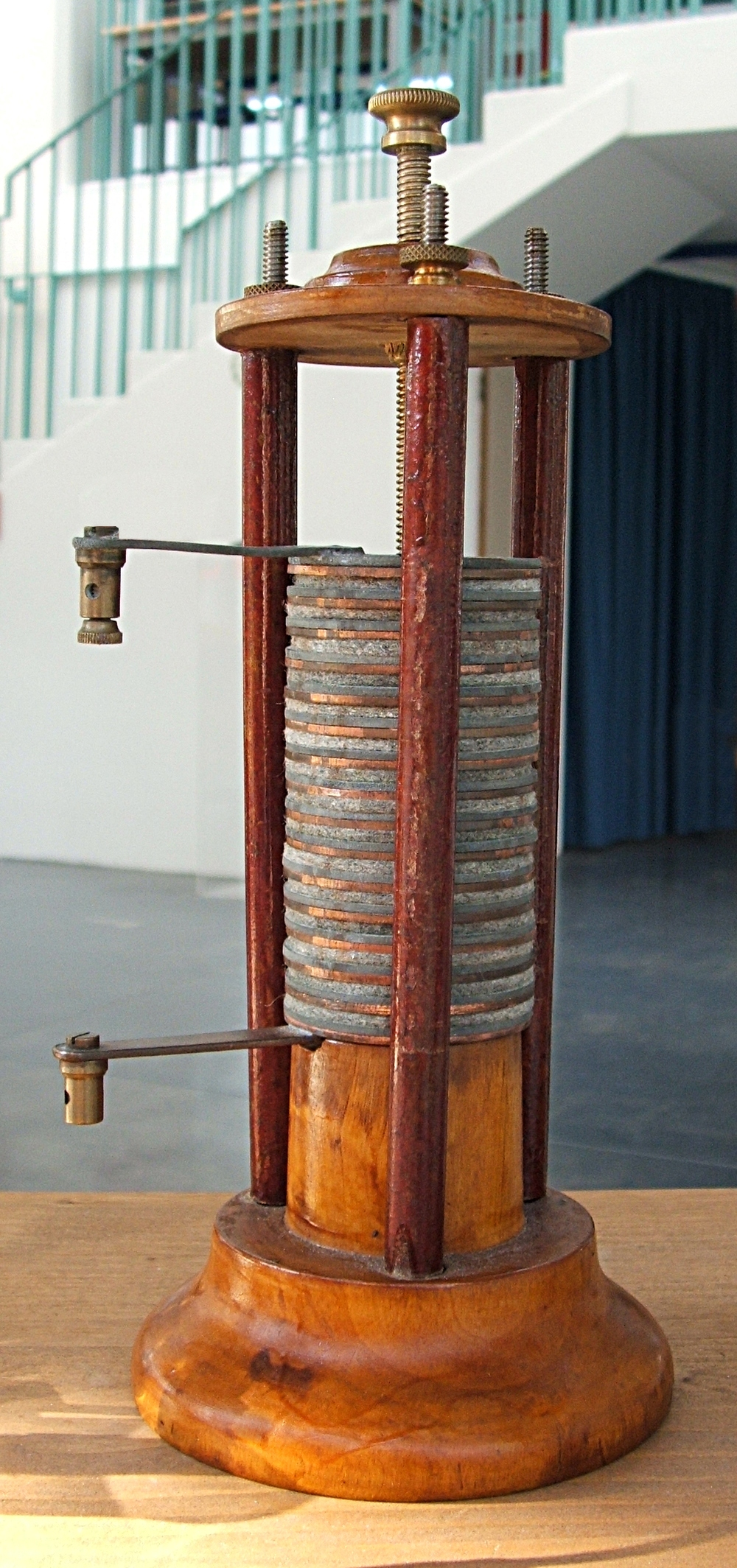
Volta’sche Säule

Die Volta’sche Säule oder auch Voltasäule ist die erste elektrische Batterie, die eine praktische Bedeutung als Stromquelle erlangte. Sie wurde von Alessandro Volta um 1799 entwickelt und der Royal Society im Jahr 1800 in London vorgestellt. Sie besteht aus vielen übereinander geschichteten Kupfer- und Zinkplättchen, zwischen denen sich in bestimmter regelmäßiger Folge elektrolytgetränkte Papp- oder Lederstücke befinden. Anstelle von Kupfer wurden auch Silber und statt Zink auch Zinn verwendet. Die chemischen Abläufe in den Zellen wurden erst später genauer verstanden.
Ein einzelnes Element der Volta’schen Säule wird Voltaelement genannt. Es besteht beispielsweise aus einer Kupferfolie, einer Elektrolytschicht und einer Zinkfolie. Es liefert nur eine geringe Spannung, weshalb in der Säule mehrere solcher Elemente übereinander gestapelt werden. Dabei ergibt sich die Stapelfolge Kupfer, Elektrolyt, Zink, Kupfer, Elektrolyt und wieder Zink, d. h., Kupfer und Zink wechseln sich ab und der Elektrolyt befindet sich in diesem Beispiel immer zwischen Kupfer (unten) und Zink (oben).

## Bedeutung
Die Volta’sche Säule war einfach aufgebaut und sie sowie die darauf aufbauenden Daniell- und Grove-Elemente dienten der gesamten elektrischen Industrie als Stromquellen, bis zur Erfindung des elektrischen Generators in den 1870er Jahren.
Mit ihrer Hilfe wurden in schneller Folge weitere Entdeckungen auf dem Gebiet der Elektrizität gemacht, so die Elektrolyse von Wasser durch William Nicholson und Anthony Carlisle (1800) und die erstmalige Darstellung vieler unedler Elemente, insbesondere der Metalle Natrium und Kalium im Jahr 1807, sowie Barium, Strontium, Calcium, Magnesium und Bor im Jahr 1808 durch Humphry Davy.
Sie fand auch Anwendung in der Entwicklung der Galvanik sowie bei den ersten Versuchen zur Nachrichtenübermittlung durch die elektrische Telegrafie.

## Anwendung in der Technik

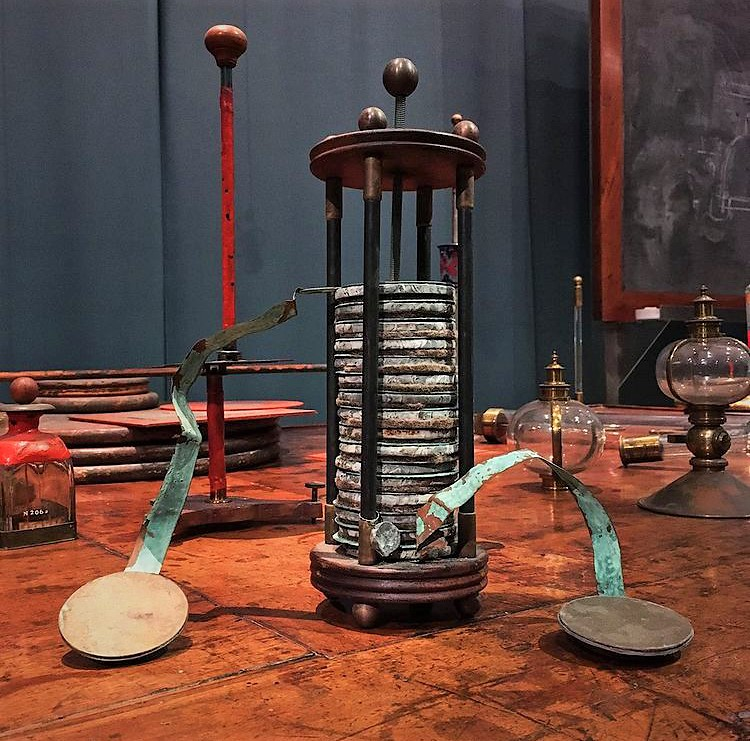
Voltasche Säule im Museo per la Storia dell'Università der Universität Pavia

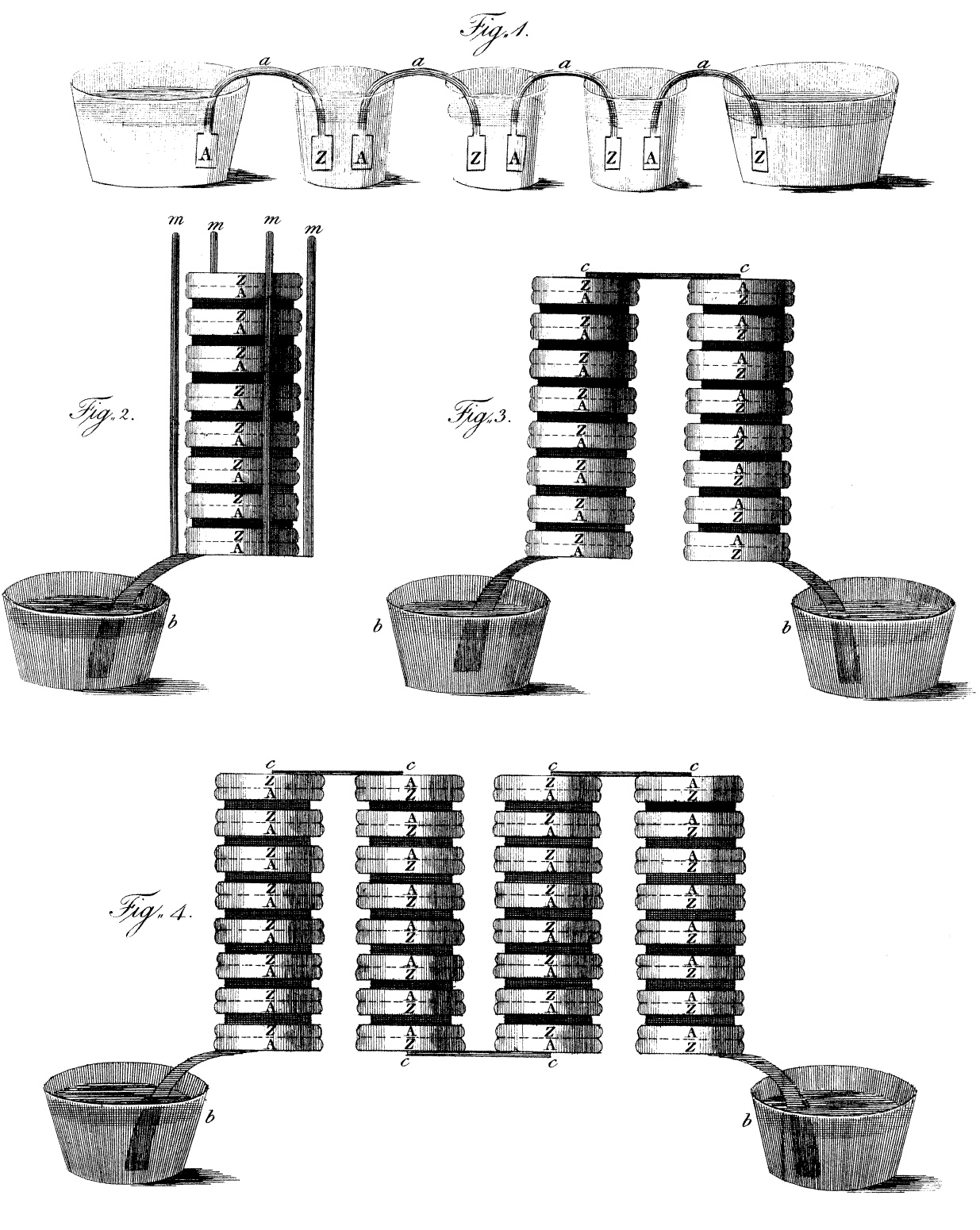
Zeichnung verschiedener Konfigurationen in einem Brief Alessandro Voltas an Joseph Banks

Die zusätzlichen Kupfer- bzw. (hier dargestellten) Silber- (A) und Zink-Platten (Z) die bei Voltas Original-Zellen jeweils den unteren und oberen Abschluss des Stapels bilden, hatten keine technische Funktion.
Mit Hilfe der Volta’schen Säule bzw. Nachfolgern und damit erzeugten Lichtbögen wurde eine elektrische Beleuchtung mit Bogenlampen realisiert. Bogenlampen sind die ältesten elektrischen Lichtquellen. Johann Samuel Halle (1792) und der Brite Humphry Davy (1802) haben den Effekt des Lichtbogens beobachtet und zur Beleuchtung angewendet. Es wurden Messing- bzw. Graphitelektroden eingesetzt, wobei die Graphitelektroden relativ schnell abbrannten.
Eine der ersten Anwendungen in der Schiffstechnik erfolgten durch Moritz Hermann von Jacobi, der 1839 in Sankt Petersburg mit Hilfe einer liegenden Volta’schen Säule und einem von ihm entwickelten und gebauten Elektromotor das erste Elektroboot antrieb. Die Versuche wurden auf St. Petersburger Kanälen und der Newa durchgeführt und von einer staatlichen Kommission abgenommen.

## Anwendung in der Medizin
Schon ab 1801 wurde über eine Vielzahl von Versuchen berichtet, die Voltasche Säule medizinisch zu nutzen. Beispielsweise wurde vorgeschlagen, sie zur Unterscheidung von Toten und Scheintoten zu nutzen. Trotz einiger angeblichen Erfolge blieb die therapeutische Anwendung, die Galvanotherapie, damals wegen der noch weitgehend unverstandenen Wirkungen beschränkt. Die Galvanotherapie wurde später von Golding Bird und von Robert Remak weiterentwickelt.

## Funktionsweise
Bei der Volta’schen Säule handelt es sich um eine Folge von in Reihe geschalteten galvanischen Zellen. Am negativen Pol, der hier die Anode darstellt, da hier die Oxidation stattfindet, geht das unedlere Metall in Lösung: Das Zinkplättchen löst sich auf:
Jedes Zinkatom, das als Zinkion in Lösung geht, gibt zwei Elektronen ab; in der Zinkelektrode entsteht so ein Elektronenüberschuss, weshalb sie den negativen Pol bildet.
Als Elektrolyt verwendete man Salzwasser, Lauge (beides testete Volta) oder Säure beziehungsweise damit getränktes Papier, Textil (Volta nennt ein Tuch) oder Leder.
An der positiven Elektrode, der Kathode, da hier die Reduktion stattfindet, sind mehrere Reaktionen möglich. Volta verwendete zunächst Silber oder auch versilbertes Kupfer. Handelt es sich um Kupferplatten, die nicht poliert werden, sind sie mit einer Oxidschicht bedeckt. Dann läuft zunächst die Reduktion ab. Diese kann auch erfolgen, wenn das Kupfer aufgrund der Anwesenheit von Luftsauerstoff in Lösung gegangen ist.
Die Volta’sche Säule funktioniert aber auch, wenn poliertes Kupfer oder Silber als Elektroden verwendet werden, wenn also gar keine Kupfer- oder Silberionen vorhanden sind. Dann wird Sauerstoff aus der Luft am Kupfer oder Silber reduziert: Verwendet man an Stelle eines neutralen Elektrolyten (z. B. Salzwasser) einen sauren (z. B. Essig oder verdünnte Schwefelsäure oder Salzsäure), so werden am Kupfer bzw. Silber Wasserstoffionen reduziert. Die Wasserstoffentwicklung erfolgt nur wenig an der Zinkelektrode, weil sie dort gehemmt ist: Wasserstoff hat an Zink eine deutlich größere Überspannung als an Kupfer oder Silber.
Durch den vertikalen Aufbau erhöht sich der Pressdruck der aufeinander gestapelten Metallplatten und mit Elektrolyt getränkten weichen Papp- oder Lederstücke von oben nach unten, wenn keine Abstandshalter eingesetzt werden. Volta experimentierte auch mit einzelnen voneinander getrennten Bechern für je eine Zelle, die er in Serie schaltete. Die technische Weiterentwicklung der Volta’schen Säule aus dem Jahr 1802, die den Nachteil des Stapels vermeidet, ist zum Beispiel die Trog-Batterie von William Cruickshank. Auch heutige Batterien werden aus separaten Zellen zusammengesetzt.

### Reaktionsgleichungen
Bei allen Batterien mit Zinkelektrode geht dieses bei der Entladung in Lösung:
{\displaystyle {\rm {Zn\longrightarrow Zn^{2+}+2e^{-}}}}
Auf Kupferstücken wiederum befindet sich, wenn das Kupfer Luftkontakt hatte, immer eine Schicht aus Oxidationsprodukten wie z. B. Kupferoxiden, so dass es an der Oberfläche auch Kupferionen gibt, die reduziert werden können:
{\displaystyle {\rm {Cu^{2+}+2e^{-}\longrightarrow Cu}}}
Im in der Nachfolge der Voltasäule entwickelten Daniell-Element laufen im Prinzip dieselben Reaktionen ab, nur wesentlich länger, da darin durch Zugabe von Kupfersalzen ein sehr viel größerer Vorrat an Kupferionen vorhanden ist. In der Voltasäule jedoch sind diese schnell verbraucht, so dass an der Kupferkathode vor allem die Reduktion von Oxoniumionen aus der Autoprotolyse des Lösungsmittels Wasser
{\displaystyle {\rm {2H_{3}O^{+}+2e^{-}\longrightarrow H_{2}+2H_{2}O}}}
abläuft, die allerdings eine geringere Spannung der einzelnen Zellen als die Reduktion der Kupferionen liefert (was man beim noch einmal Jahrzehnte später entwickelten Leclanché-Element und seinen Nachfolgern, der Zink-Kohle- und Alkali-Mangan-Zelle, durch Oxidation des naszierenden Wasserstoffs mit die Kathode umhüllendem Braunstein wieder ausgleicht).
Als Gesamtreaktion ergibt sich damit für die Voltasäule die Gleichung
{\displaystyle {\rm {Zn+2H_{3}O^{+}\longrightarrow Zn^{2+}+H_{2}+2H_{2}O}}}.
In geringerem Maße findet an der Kupferelektrode allerdings auch eine direkte Reduktion des Luftsauerstoffs gemäß
{\displaystyle {\rm {O_{2}+2H_{2}O+4e^{-}\longrightarrow 4OH^{-}}}}
statt, insbesondere dann, wenn der Elektrolyt einer frisch aufgebauten Säule mit Luft gesättigt ist. Da sich dieser Sauerstoff verbraucht und nur langsam weiterer ins Innere der Zelle nachdiffundiert, ist diese Reaktion jedoch bei längerem Betrieb der Zelle und größeren Strömen von untergeordneter Bedeutung. Dennoch verbraucht die Säule der Reaktionsgleichung entsprechend während des Betriebs Sauerstoff der umgebenden Luft, der dazu beiträgt, die Wirksamkeit der Säule zu erhöhen. Für die Funktion der Säule als solcher jedoch ist diese Reaktion zweitrangig, da statt ihrer auch die oben angegebene Wasserstoffentwicklung erfolgen kann. 
Alles in allem wird das Zink der Zinkelektroden damit sowohl in der Voltasäule wie beim Leclanché-Element, der Zink-Kohle- sowie Alkali-Mangan-Zelle durch Korrosion allmählich verbraucht, was schließlich zur Auflösung und Zerstörung der Elektrode führt:
{\displaystyle \mathrm {2\ Zn+O_{2}+2\ H_{2}O\longrightarrow 2\ Zn(OH)_{2}} }